# Arthur Blake (Hürdenläufer)
Arthur Blake (* 19. August 1966 in Bartow, Florida) ist ein ehemaliger US-amerikanischer Hürdenläufer, dessen Spezialstrecke die 110-Meter-Distanz war.
Der panamerikanische Juniorenmeister von 1984 wurde bei den Olympischen Spielen 1988 in Seoul Achter. 1990 gewann er Bronze bei den Goodwill Games. Bei den Olympischen Spielen 1992 in Barcelona erreichte er das Halbfinale.
1990 schloss er ein Studium der Kommunikationswissenschaft an der Florida State University ab und zog zurück in seine Heimatstadt Haines City.

## Persönliche Bestzeiten
- 50 m Hürden (Halle): 6,49 s, 17. Februar 1990, Cleveland
- 60 m Hürden (Halle): 7,51 s, 4. Februar 1990, Fairfax
- 110 m Hürden (99 cm): 13,25 s, 11. Mai 1984, Winter Park (ehemaliger Juniorenweltrekord)
- 110 m Hürden: 13,24 s, 24. Juni 1988, Lausanne